# Lithodes murrayi
Lithodes murrayi (лат.) — вид неполнохвостых раков из семейства крабоиды. Крабоиды обладают внешним сходством с крабами (Brachyura), но легко отличимы по редуцированной пятой паре ходильных ног и асимметричному брюшку у самок.
Максимальная длина карапакса до 10,7 см. Панцирь Lithodes murrayi покрыт шипами. Встречается на юге Тихого, Атлантического и Индийского океанов от тропических до полярных вод. Бентосный организм, держится на глубинах от 16 до 1030 метров. Глубоководный, предпочтительная температура воды 5°C. Встречается на каменистом дне, а также на илистом дне с редкой эпифауной. Имеет очень разнообразную диету, является оппортунистом-собирателем и падальщиком. Питается донными сидячими и тихоходными организмами. Среди его естественных врагов отмечен антарктический поморник. Охранный статус вида не оценивался, он безвреден для человека и  служит объектом коммерческого промысла.